# Johan Gerbrand Koopmans
Johan Gerbrand Koopmans (Haarlem, 9 augustus 1900 - Amsterdam, 25 december 1958) was een Nederlands econoom en hoogleraar aan de Nederlandsche Economische Hoogeschool te Rotterdam, bekend als monetair theoreticus.

## Levensloop
Koopmans was enigs kind van zoon Gerbrand Carel Adrien Koopmans (1863-1919) en Emma Koopmans-Lorey (1866-1938).  Hij was een telg uit een Fries geslacht, waaruit koopmannen, predikanten, hoogleraren en assurantiemakelaars waren voortgekomen. Zijn voorouders hadden zich begin 19e eeuw in Amsterdam gevestigd, waar zijn vader werkte als levensverzekeringswiskundige.
Koopmans doorliep het Gymnasium Haganum, en studeerde rechten aan de Universiteit Leiden van 1918 tot 1921. Hij vervolgde zijn studie nog een jaar aan de Nederlandsche Handelshoogeschool in Rotterdam, waar hij een diploma handelseconomie behaalde.
Na zijn studies werkte hij vier jaar bij een Amsterdams assurantiekantoor, waarna hij in 1928 besloot zich aan de studie te gaan wijden. In 1939 werd hij gewoon hoogleraar in de openbare financiën aan de Nederlandse Economische Hogeschool te Rotterdam, waarbij hij een inaugurele rede hield over "De betrekkingen tusschen overheidshuishouding en volkshuishouding". De laatste vier jaar van zijn leven, vanaf 1954, was hij tevens hoogleraar aan de Gemeentelijke Universiteit in Amsterdam.
In 1946 werd hij Koninklijke Nederlandsche Akademie van Wetenschappen.

## Werk
In de biografie voor het Biografisch Woordenboek van Nederland beschreef M.M.G. Fase Koopmans als een "eminent geleerde en een singuliere, wat wereldvreemde, persoonlijkheid." Over zijn werk vatte hij verder als volgt samen:
Zijn werk valt op door uiterst verfijnde systematiek, waarin elke theoretisch denkbare mogelijkheid grondig wordt geanalyseerd. Hoewel hij wiskundig ongetwijfeld autodidact was, is zijn werkwijze die van de wiskundige. Koopmans voelde zich in zijn jonge jaren aangetrokken tot de wiskundige economie. Zijn artikelenserie over 'De mogelijkheid van een meervoudig economisch evenwicht', verschenen in De Economist van 1932, legt hiervan getuigenis af. Als hoogleraar in Rotterdam waren zijn werkcolleges befaamd als leerstoel in analytisch denken. Als monetair denker heeft hij een grote invloed uitgeoefend op de wetenschappelijke fundering van de monetaire politiek in Nederland.

## Publicaties
- J.G. Koopmans. De betrekkingen tusschen overheidshuishouding en volkshuishouding : toegelicht aan de hand van het vraagstuk der verdeeling van baten en lasten tusschen heden en toekomst. Inaugurele rede Rotterdam. Rotterdam : Nijgh & Van Ditmar, 1939.
- J.G. Koopmans, M.J.H. Smeets en Jan Tinbergen. De rijksbegroting : zeven wetenschappelijke beschouwingen over actuele economische en staatsrechtelijke vraagstukken, de Nederlandse volkshuishouding betreffend. Met  Rotterdam : Brusse, 1949.
- J. Horring, J.G. Koopmans en H. Vos. Welke maatregelen dienen hier te lande, al dan niet in Europees verband, te worden voorbereid ter verhoging van het nationaal-economisch weerstandsvermogen, voor het geval dat zich een belangrijke terugslag in de wereldconjunctuur zou voordoen? : in welke volgorde en in welke omvang dienen dergelijke maatregelen te worden toegepast in verband met de aard, de sterkte en het verloop van een eventuele terugslag in de wereldconjunctuur?. Prae-adviezen. 's-Gravenhage : Martinus Nijhoff, 1954.
- J.G. Koopmans. De budgetvergelijking als verbindingsschakel tussen micro- en macro-economie. Haarlem : Bohn. 1955.
- J.G. Koopmans, Martin Fase en Jelle Zijlstra (red).  Neutraal geld : een keuze uit de geschriften.  Leiden : Stenfert Kroese, 1982.